# 大西洋
大西洋，即亚特兰提斯洋（英語：Atlantic Ocean），是世界第二大洋。原面積8221萬7千平方公里，在南冰洋確立後，面積調整為7676萬2千平方公里。平均深度3,646米，最深處波多黎各海沟深達8,605米。從赤道南北分為北大西洋和南大西洋。北面連接北冰洋，南面則以南緯60度與南冰洋接連。

## 词源
「大西洋」这个中文名称，最早来自于万历十一年（1583年）意大利传教士利玛窦在广东肇庆所翻译的一本名叫《山海舆地全图》的世界地图册，虽然从今天的角度看该地图错误颇多，但是其中大西洋这个中文翻译从那时起便一直沿用至今。利瑪竇開創了以「大西」或「最西」稱歐洲的先河，該用法保留在大西洋中。
其英文名稱是取自於希臘神話中之阿特拉斯，柏拉圖曾經提出至今未明確發現的亞特蘭提斯（Atlantis）。

## 地理

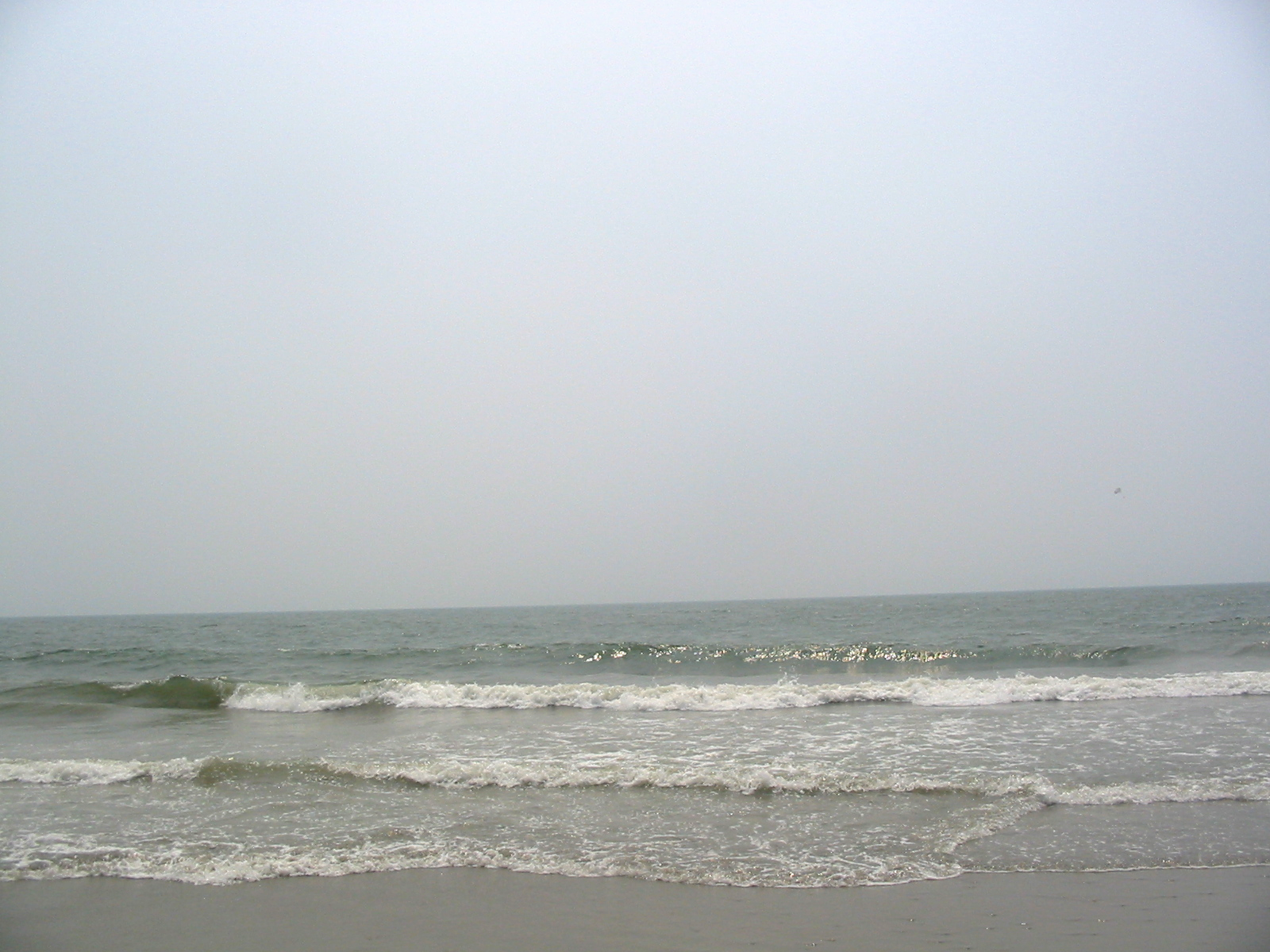
在一個有薄霧的夏天由北美東岸隣近南北卡羅來納州邊界望向大西洋

### 相對位置
大西洋西面界线為南美洲及北美洲。北连北冰洋，其中相隔了北極群島、格陵蘭（分隔點為法韋爾角）、加拿大東部的拉布拉多半島（分隔點為伯韦尔港）、冰岛、揚馬延島、斯匹次卑爾根群島（分隔點為其最南點）及歐洲大陸（分隔點為诺尔辰角）。與北冰洋的連接處為丹麦海峡、格陵蘭海、挪威海、巴倫支海及戴维斯海峡。東面界线為欧洲、非洲，並連接地中海、黑海。東南面與印度洋連接，以東經20°非洲南端厄加勒斯角的经线為界线向南至南极洲（一說為南冰洋）。西南面與太平洋連接，連接處為德雷克海峡，分界為南美洲南端合恩角的经线西经67°16′线为界，即从火地群島沿德雷克海峡西端到查理斯角连线。與太平洋之間另外有人工的巴拿马运河作連接。南面則以南緯60度為界，與南冰洋相連。

### 統計數字
大西洋佔地球表面積的20%，其表面積僅次於太平洋。計算連接海洋在內表面積約為106,400,000平方公里；不計算在內的話為82,400,000平方公里。流入大西洋的地面面積是太平洋或印度洋的四倍。計算連接海洋在內大西洋的總容量為354,700,000立方公里；不計算在內的話為323,600,000立方公里。計算連接海洋在內大西洋平均深度為3,338米；不計算在內的話為3,926米。大西洋的最深深度為8,605米，位處波多黎各海溝。大西洋的闊度由巴西至利比里亞的2,848公里到美國至北非的4,830公里不等。

## 海陆地形

### 主要島嶼
- 冰島
- 法羅群島
- 大不列顛島
- 愛爾蘭島
- 科西嘉島
- 薩丁尼亞島
- 西西里島
- 克里特島
- 塞浦路斯島

- 亞速群島
- 加那利群島
- 福克蘭群島
- 大安地列斯群島
- 小安地列斯群島
- 百慕達群島
- 愛德華王子島
- 紐芬蘭島

### 緣海
- 挪威海
- 北海
- 波羅的海
- 比斯開灣
- 地中海
- 黑海

- 幾內亞灣
- 斯科舍海
- 加勒比海
- 墨西哥灣
- 巴芬灣

### 海峽
- 丹麥海峽
- 卡特加特海峽
- 斯卡格拉克海峽
- 英吉利海峽
- 直布羅陀海峽
- 西西里海峽

- 黑海海峽
- 聖卡洛斯海峽
- 尤卡坦海峽
- 向風海峽
- 佛羅里達海峽
- 貝爾島海峽

## 海底地形

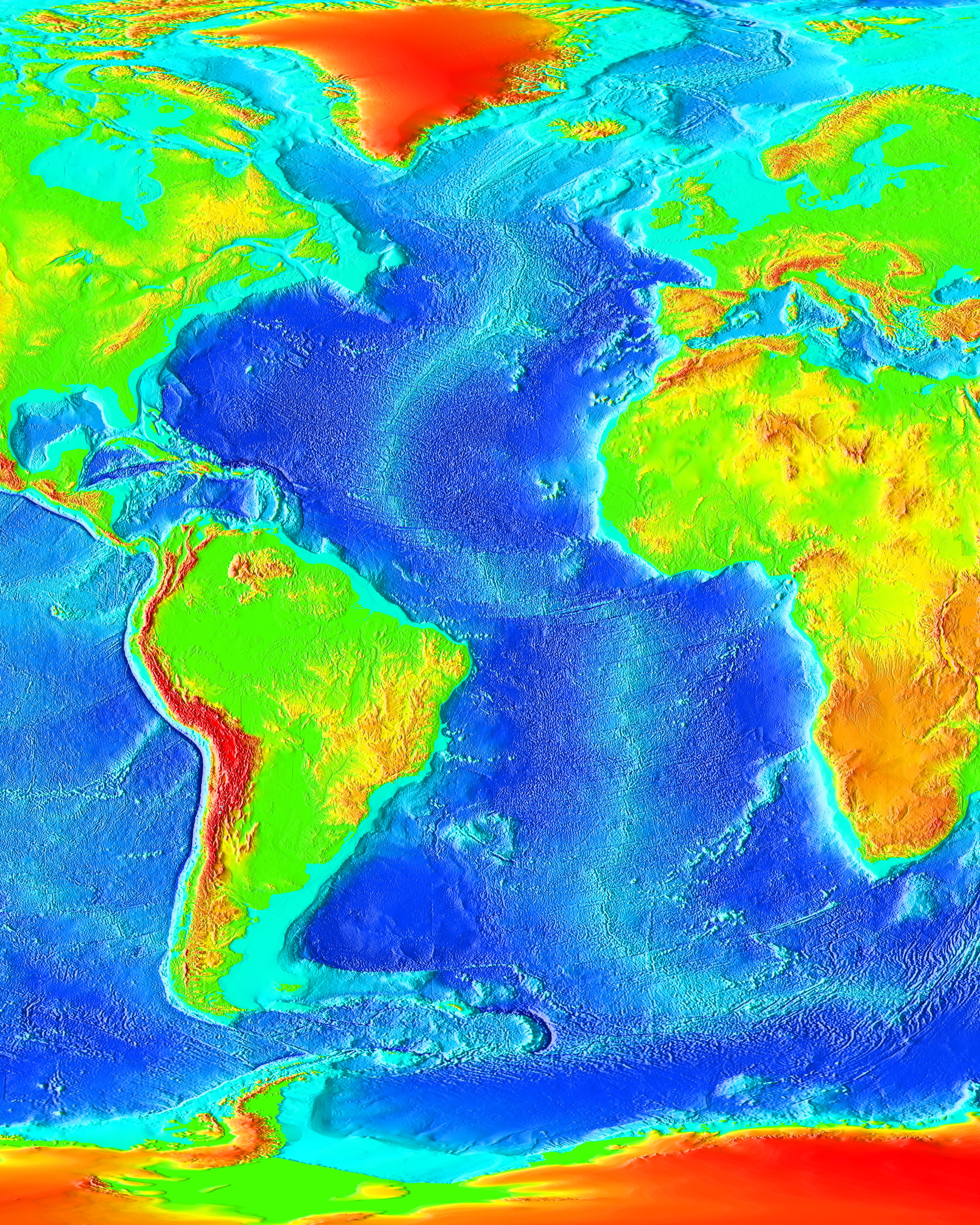
大西洋的水深測量（bathymetry）

### 大西洋中洋脊
大西洋海底地形主要特徵為其有一個海底山脈，即大西洋中洋脊。由冰島向南伸延至南緯58° ，最大闊度為1,600公里。有一大裂谷亦因沿著其山勢而形成。大西洋中洋脊間普遍水深少於2,700米，在幾處山頂會形成島嶼。南大西洋有另一海底山脈，鯨灣海脊（Walvis Ridge）。

### 海底盆地
大西洋中脊把大西洋分為兩個槽，平均深度為3,700至5,500米。由大洲間向橫伸延的山脊接連大西洋中脊，把大西洋分為數個盆地。比較大的盆地在北大西洋有布萊克盆地（Blake Basin）、圭亞那海底盆地（Guiana）、北美海底盆地（North American）、維德角海底盆地（Cape Verde）及加那利盆地（Canaries）。在南大西洋有安哥拉海底盆地（Angola）、開普敦海底盆地（Cape）、阿根廷海底盆地（Argentina）及巴西海底盆地（Brazil ）。

### 海溝
普遍認為大西洋海底雖然有少量海底山及海底平頂山，但主要仍然是平地。大西洋海底中亦發現數個海溝，其中深度最深為北美的波多黎各海溝（Puerto Rico Trench）。其他海溝有在加拿大東岸的羅倫提恩海溝（Laurentian Abyss）、在南大西洋深度為8,428米的南桑德韋奇海溝（South Sandwich Trench）和在赤道附近有深度為7,454米的羅曼什海溝（Romanche Trench）。在大陸邊緣延伸的大陸棚佔大西洋海底總地形的11%。這些海底渠道在大陸緣積（continental rise）間穿過。

### 沉積物
海洋沉積物主要由陸源（terrigenous）、遠海沉積物（pelagic）及自生（authigenic）物質組成。在陸地上的侵蝕作用、風化作用和火山活動形成了沙泥岩石，沖刷到海中構成了陸源物質。陸源物質主要集中在大陸棚，並在河口及沙漠海岸中為最厚。遠海沉積物由生物殘骸形成，當中有紅土（red clay）、抱球蟲軟泥（Globigerina oozes）、翼足類軟泥（pteropod oozes）、矽藻軟泥（siliceous oozes）。遠海沉積物散佈在大部分海床，厚度為60至3,300米間，並在大陸匯聚帶（convergent boundary）及湧升流的海域（zones of upwelling）為最厚。自生沉積物由錳結核（manganese nodules）構成，產生原因是當沉積過程較慢或被海流篩選分類了沉積物。

## 水文

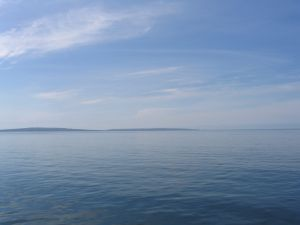
在晴朗的天氣下由愛爾蘭西岸望向大西洋

### 洋流
墨西哥灣流、北大西洋漂流、东格陵兰洋流、西格陵兰洋流、拉布拉多洋流、加那利洋流、北赤道暖流、加勒比洋流、安的列斯洋流、南赤道洋流、巴西洋流、福克兰洋流、西风漂流、本格拉洋流、几内亚洋流

### 盐度
大西洋在主要海洋中鹽度為最高，以質量計有3.3-3.7%，並受到緯度和季節影響。海洋表面鹽度受蒸發、降水、河源來水及海冰影響。雖然大西洋的最低鹽度在赤度附近發現（因為其降雨量大），但普遍低鹽度的地方集中在高緯度及巨大河流流入大西洋的位置。最高鹽度的位置集中在南北緯度25° ，因為位處亞熱帶地區有低降雨及高蒸發的特色。

### 表层水温
大西洋的表層水温受到緯度、季節、洋流系統及太陽能量在緯度間分佈影響。表層水温高低差由-2 °C至29 °C。最高水温在赤度以北發現，最低水温則在極地。中緯度地區表層水温最高温差在7 °C至8 °C之間。

### 組成水塊
大西洋由四大水塊（water mass）組成。南北大西洋中央水（North and South Atlantic central waters）構成大西洋表面水。亞南極中間水（sub-Antarctic intermediate water）由表面伸延至水深1,000米。北大西洋深層水（North Atlantic Deep Water）由水深1,000米伸延至水深4,000米。南極底層水（Antarctic Bottom Water）則在4,000米以下。

### 馬尾藻海
北大西洋的洋流分隔出一個大的長形水體，即馬尾藻海。馬尾藻海中的鹽度比較平均特別高出很多。馬尾藻海中的海藻數量特別多，而馬尾藻海亦是歐洲鰻鱺（European eel）和美洲鰻鱺（American eel）的產卵場。

### 潮汐
因為科里奧利力的關係，北大西洋的洋流以順時針方向運轉，而南大西洋的洋流則以逆時針方向運轉。大西洋的潮汐為半日潮，即每日會出現兩次滿潮。潮汐方向為由南至北。在北緯40° 以上潮汐方向有向東西間的變動發生。

## 气候

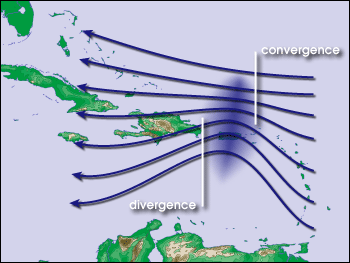
信風在大西洋造成浪──風聚合區依照常風流動──製造大氣不隱定而可能引致颶風

大西洋及鄰近地區的氣候受到表面水溫、洋流及風影響。因水的比熱容高的關係，海濱氣候與內陸氣候比較溫和及較少極端變化。大西洋的降雨可以由沿岸天氣資料猜測而水溫則可以由氣溫大致估計。大氣中的水分主要由海洋的蒸發而來。氣候區依緯度改變，最暖的氣候區由北大西洋伸延至赤度；最冷的氣候區則在高緯度地區，並受海冰覆蓋。洋流擔當了氣候控制的角色，把冷水及暖水帶到其他地區。風在洋流上吹會被變冷或變暖，並影響鄰近地區。例子如墨西哥灣暖流，幫助暖化不列顛群島及西北歐洲。冷的洋流則引致加拿大東北岸（即紐芬蘭大淺灘地區）及非洲西北岸大霧。通常風會帶水分及冷或暖空氣到陸地。在北大西洋的南部會形成颶風。向北美的颶風在離岸500米的平均波長是1000。

## 歷史

盤古大陸分裂動畫，現今認知的大西洋因此形成

大西洋在各大洋中為最年輕的。證據證明大西洋在一億三千萬年以前因盤古大陸受到海床擴展分裂而產生。在人類最初定居在大西洋沿岸的時候，大西洋就受到廣泛探險。早期知名的探險家有維京人、葡萄牙及克里斯托弗·哥倫布。在哥倫布之後，歐洲探險大大加速，新的貿易路線相繼產生。大西洋因此成為歐洲與美洲間的主要動脈（稱為跨大西洋貿易(transatlantic trade)）。為數眾多的科學探索由此开展，最知名的為挑戰者號科學考察（Challenger expedition），其他亦有德國“流星”號考察（German Meteor Expedition）、哥倫比亞大學的拉蒙特-多爾蒂地球觀測所及美國海軍的水文局（hydrographic office）。
以下是大西洋近期的重要事件。
- 1492年，克里斯托弗·哥倫布在巴哈馬某處登陸。
- 1858年，第一條跨大西洋電報電纜由西場（Cyrus West Field）生產，但快速失敗了。
- 1865年，第一個成功的跨大西洋電報電纜由大東方號（SS Great Eastern）產生。
- 1912年4月15日，泰坦尼克號撞上冰山沉沒，並有1514人喪生。
- 1919年，美國的NC-4成為第一架飛機橫渡大西洋（雖然有兩次降落至小島及大海，亦有在水面上滑行幾百英里）。
- 1919年後期，由阿爾科克與布朗（Alcock and Brown）駕駛的英國飛機成功成為第一架飛機不停站橫渡大西洋。（由紐芬蘭島至愛爾蘭島）
- 1921年，英國人成功駕駛第一架飛艇橫渡北大西洋。
- 1922年，葡萄牙人成功駕駛第一架飛艇橫渡南大西洋。
- 1927年1月7日，第一個成功的跨大西洋電話打通。
- 1927年，查爾斯·林白成功完成第一個個人不停站橫渡大西洋的航程。（由紐約至巴黎）
- 1932年，阿梅莉亞·埃爾哈特成為第一位獨自飛越大西洋的女飛行員[2]。
- 1952年，安·大衛遜（Ann Davison）成為第一個單獨駕船航行橫渡大西洋的女性。
- 1980年，Gérard d'Aboville（法语：Gérard d'Aboville）成為第一個人類划船橫渡大西洋。
- 1994年，Guy Delage成為第一個人類游泳橫渡大西洋（由佛得角至巴巴多斯）。
- 1998年，Benoit Lecomte（英语：Benoit Lecomte）成為第一個人類游泳橫渡北大西洋，而只在亞速爾群島停留一星期。
- 1999年12月3日，Tori Murden（英语：Tori Murden）成為第一個女性划船橫渡大西洋（由加那利群島至瓜德羅普），過程花了81日及距離4767公里。

## 經濟
大西洋成為鄰近國家的發展及經濟不可或缺的一部份。除了其主要的跨大西洋航運及交通路線外，大西洋在大陸棚的沉積岩亦有豐富的石油蘊藏量。大西洋亦有世界最豐富的魚資源，而且特別集中在大陸棚周圍。主要海產有鱈魚、黑線鱈、無鬚鱈、鯡魚和鯖魚。產量最多的地區有紐芬蘭大淺灘、加拿大新斯科舍的暗礁區域、美國鱈魚角的喬治海岸（Georges Bank）、巴哈馬淺灘（Bahama Banks）、冰島附近水域、愛爾蘭海、北海的多格滩與福克蘭淺灘（Falkland Banks）。其他海產如鰻、龍蝦、鯨亦有大量產量。這些因素集合起來極其提高了大西洋的巨大商業價值。因為油污（Oil spill）、海洋廢棄物（marine debris）及在海洋燃燒有毒廢棄物對海洋環境的威脅，多樣的國際條約受到議定以減少部分污染。

## 其他
大西洋海底大部分的海岭都隐没在海底3000米以下，只有少数山脊突出洋面形成岛屿。大部分的岛屿集中在加勒比海的西北部。当年哥伦布错把北美洲当成了印度，因此给他们取了一个十分不恰当的名字“西印度群岛”。传说中大西洋底下有沉沒的亚特兰提斯文明。
大西洋奇特的“S”型海岸线还触发了德国气象学家魏格纳的灵感，使他大胆的提出了著名的大陸漂移學說。

## 世界著名的郵輪一鐵達尼號的沉沒之地
```
主條目：
鐵達尼號沉沒事故
、
鐵達尼號殘骸
```

### 油气田
墨西哥湾油田、北海油田

### 发生在大西洋的战争

#### 日德兰海战
日德兰海战；1916年5月31日─6月1日）是英德双方在丹麦日德兰半岛附近北海海域爆发的一场海战。这是第一次世界大战中最大规模的海战，也是这场战争中交战双方唯一一次全面出动的舰队主力决战。
德国計劃以弗朗茨·馮·希佩爾海軍中將率领的5艘戰鬥巡洋艦為主力的戰隊，引誘戴维·贝蒂海军中将率领以6艘戰鬥巡洋艦及4艘無畏艦為主力的英國戰隊進入公海舰队所設的陷阱。 但德國的計劃由於德國海軍密碼被破譯，英國本土舰队同時出動。
希佩爾海军中將與贝蒂海军中将交鋒的結果以希佩爾海军中將擊沈2艘戰鬥巡洋艦及主動撤離而結束第一回合。 舍尔海军上将與希佩爾海军中將匯合後，贝蒂海军中将主動撤離並成功將公海舰队引向由杰利科海军上将指挥的英國本土舰队，雙方合共超過250艘軍艦在北海激戰至日落。 英國本土舰队希望在另一日早上繼續戰鬥，但公海舰队最後選擇避戰。
这场战役的结果比较特别：一方面，舍尔海军上将率领的德国公海舰队以相对较少吨位的舰只损失击沉了更多的英国舰只，从而取得了战术上的胜利；另一方面，杰利科海军上将指挥的皇家海军本土舰队成功地将德国海军封锁在了德国港口，使得后者在战争后期几乎毫无作为，从而取得了战略上的胜利。

#### 敦刻尔克撤退
敦克爾克戰役，又稱敦克爾克大撤退，发电机行动，是第二次世界大战的一部份，第二次世界大战中欧洲大陆的一次战略性撤退。納粹德国機械化部隊瓦解法国馬其諾防線後包抄英法盟軍。盟軍撤至敦刻尔克後（法国东北部靠近比利时的港口），為了避免被德軍圍殲，執行了在當時最大規模的撤退行動。撤退過程中，英國的皇家空軍與德國空軍爆發激烈空戰，最終英國仍得以動員各種大小船隻將大部份的部隊撤離歐洲大陸。
這次大規模的撤退行動成功挽救大量人力，並成為四年後反攻的根本之一。但是聯軍的所有重型裝備都遺留在欧洲大陸，使得英國本土的地面防衛嚴重不足。由於許多地勤人員無法及時返回英國并進行備戰，導致在不列颠空战初期，英國空軍飽受战斗机妥善率不足的困擾。

#### 诺曼底登陆
諾曼地戰役發生在1944年，是第二次世界大戰中西方同盟國軍隊在歐洲西線戰場發起的一場大規模攻勢，是代號大君主作戰的一部份。這場戰役在1944年6月6日展開，是目前為止世界上最大的一次海上登陸作戰，近三百萬士兵渡過英吉利海峡前往諾曼地。
在諾曼地戰役中作戰的盟軍主要由英國、美國及加拿大組成，但在搶灘完成後，基本上自由法軍及波蘭軍也有參與這場戰役，而當中的士兵也有來自比利時、捷克斯洛伐克、希臘、荷蘭和挪威。
入侵諾曼地在登陸的前一天晚上展開，空降兵乘滑翔機降落、進行大規模的空中轟炸、海軍軍艦砲擊，而兩棲登陸戰則在當地時間6月6日早上6:30開始。在登陸前，“D-Day”的軍隊主要部署在英格蘭南部沿海地區，尤其在樸茨茅斯。

### 重要港口
- 倫敦
- 鹿特丹
- 阿姆斯特丹
- 安特衛普
- 普利茅斯
- 波爾多
- 里斯本
- 阿必尚
- 拉哥斯
- 開普敦

- 布宜諾斯艾利斯
- 里約熱內盧
- 薩爾瓦多
- 邁阿密
- 紐約
- 波士頓
- 哈利法克斯
- 雷克雅維克

## 相關
- 北大西洋（德语：Nordatlantik）

### 引用
1. ↑  Limits of Oceans and Seas （页面存档备份，存于）. International Hydrographic Organization Special Publication No. 23, 1953.
2. ↑  Pearce 1988年，95页

## 外部連結
- LA Times special Altered Oceans（页面存档备份，存于）
- Oceanography Image of the Day  （页面存档备份，存于），來自Woods Hole海洋地理學院
- Océano Atlántico: Ecologia Hoy （页面存档备份，存于）, 海洋生态
- NOAA In-situ Ocean Data Viewer 海洋觀測資料繪圖與資源下載
- Oxígeno en el Atlántico, 大西洋中的氧气
- Ambiente Ecológico （页面存档备份，存于）, 自然环境
- CIA – The World Factbook – Atlantic Ocean （页面存档备份，存于）
- （页面存档备份，存于）, 夜魅